# Myrmochernes africanus
Genre
Espèce
Myrmochernes africanus, unique représentant du genre Myrmochernes, est une espèce de pseudoscorpions de la famille des Chernetidae.

## Distribution
Cette espèce est endémique du Cap-Oriental en Afrique du Sud. Elle se rencontre vers Port Elizabeth et Grahamstown.

## Habitat
Ce pseudoscorpion est myrmécophile, il se rencontre dans les fourmilières de Camponotus maculatus.

## Description
Les mâles mesurent de 1,1 à 1,2 mm et la femelle 1,1 mm.

## Publication originale
- Tullgren, 1907 : Zur Kenntnis aussereuropäischer Chelonethiden des Naturhistorischen Museums in Hamburg. Mitteilungen aus dem Naturhistorischen Museum in Hamburg, vol. 24, p. 21-75 (texte intégral).